# گورستان سردی
گورستان سردی مربوط به دوره اشکانیان است و در شهرستان مشگین‌شهر، بخش مرادلو، دهستان ارشق غربی، روستای سردی واقع شده و این اثر در تاریخ ۲۶ اسفند ۱۳۸۷ با شمارهٔ ثبت ۲۵۸۴۱ به‌عنوان یکی از آثار ملی ایران به ثبت رسیده است.